# Still Crazy After All These Years
Still Crazy After All These Years — четвёртый студийный альбом американского фолк-певца и музыканта Пола Саймона, изданный 25 октября 1975 года на лейбле Columbia Records. Выиграл две премии «Грэмми», включая награду в номинации «Лучший альбом года».

## История
Диск достиг позиции № 1 в американском хит-параде Billboard Top LPs & Tape, но получил смешанные отзывы музыкальных критиков, например: портала AllMusic, Роберта Кристгау, журнала Rolling Stone.

### Grammy Awards
| Год  | Номинируемая работа                 | Категория                               | Результат |
| ---- | ----------------------------------- | --------------------------------------- | --------- |
| 1975 | «Still Crazy After All These Years» | Лучший альбом года                      | Победа    |
| 1975 | «Still Crazy After All These Years» | Лучшее мужское вокальное поп-исполнение | Победа    |

## Список композиций
Автор всех песен — сам Пол Саймон.
Первая сторона
1. «Still Crazy After All These Years[англ.]» — 3:26
2. «My Little Town» — 3:51 (с вокалом Арта Гарфанкела)
3. «I Do It for Your Love» — 3:35
4. «50 Ways to Leave Your Lover» — 3:37
5. «Night Game» — 2:58

Вторая сторона
1. «Gone at Last» — 3:40
2. «Some Folks’ Lives Roll Easy» — 3:14
3. «Have a Good Time» — 3:26
4. «You’re Kind» — 3:20
5. «Silent Eyes» — 4:12

Бонусные треки № 11-12 вышли на ремастинговом переиздании в 2004 году
1. «Slip Slidin’ Away» (Demo) — 5:30
2. «Gone at Last» (Original Demo) w/ The Jessy Dixon Singers — 4:38

## Чарты
| Хит-парад (1975)                          | Высшая позиция |
| ----------------------------------------- | -------------- |
| Australian Kent Music Report Albums Chart | 39             |
| Canadian RPM Albums Chart                 | 8              |
| Dutch Mega Albums Chart                   | 11             |
| Finnish Albums Chart                      | 29             |
| Japanese Oricon Albums Chart              | 18             |
| New Zealand Albums Chart                  | 24             |
| Norwegian Albums Chart                    | 8              |
| Swedish Albums Chart                      | 9              |
| UK Albums Chart                           | 6              |
| United States Billboard Pop Albums        | 1              |

## Сертификации
| Регион                | Сертификаты |          |
| --------------------- | ----------- | -------- |
| Канада (Music Canada) | Платиновый  |          |
| Великобритания (BPI)  | Золотой     | 100 000^ |
| США (RIAA)            | Золотой     |          |